# Густафссон, Карл (футболист, 1888)
Карл Йохан «Кёпинг» Гу́стафссон (швед. Karl Johan «Köping» Gustafsson; 16 сентября 1888, Чёпинг, Вестманланд — 20 февраля 1960, Чёпинг, Вестманланд) — шведский футболист, нападающий. Автор первого гола, забитого сборной Швецией по футболу. Участник 3-х летних Олимпиад.

## Карьера

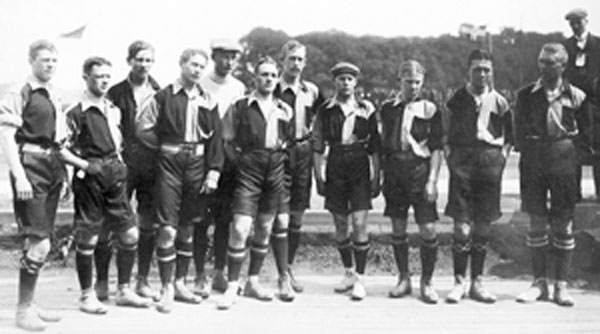
Состав первой сборной Швеции. Густафссон третий слева

Карл Густафссон начал свою карьеру в команде «IFK Köping» в возрасте 15-ти лет. Со временем он стал основным нападающим команды, например, в матче с клубом «Сала», после первого тайма «Чёпинг» вёл со счётом 4:0, по голу забили все, кроме Густафссона, в перерыве он подвергся насмешкам, вышел на поле и за один тайм забил 10 мячей. Или матч 1906 года против клуба «Арбуга», где Густафссон забил 12 мячей (игра закончилась со счетом 17:0).
Участвовал Густафссон в первом матче национальной сборной Швеции. Это произошло 12 июля 1908 года против Норвегии в Гётеборге, Карл открыл счёт, став автором первого гола в истории сборной Швеции, матч же закончился со счётом 11:3 в пользу шведов. Карл Густафссон принял участие в 3-х Олимпиадах, в 1908, 1912 и 1920, а также был резервным игроком на Олимпиаде 1924 года.
В январе 1912 Густафссон путешествует в Англию, чтобы изучить футбол, для этого он подписал любительский контракт с клубом «Лестер», за который провёл 11 матчей. В этот же период начинаются международные матчи в Европе. Один из самых замечательных в своей истории Швеция играет в 1916 году с Данией в Стокгольме и побеждает 4:0 на глазах 40000 зрителей.
Карл Густаффсон сыграл 635 матчей, из них выиграл 296, проиграл 232 и свёл вничью 107 игр, в этих матчах он забил 483 гола. Он сыграл 32 матча за сборную Швеции и 7 игр сыграл на Олимпиадах. 44 матча он сыграл в национальном чемпионате и 66 товарищеских международных матчей.
Густафссон — один из первых футболистов, получивших награду Стура Граббарс Мёрке.